# Comté d'Orangeburg
Le comté d'Orangeburg est l’un des 46 comtés de l’État de Caroline du Sud, aux États-Unis. Il a été fondé en 1785. Son siège est la ville d'Orangeburg. Selon le recensement de 2010, la population du comté est de 92 501 habitants.

## Géographie
Le comté a une superficie de 2 922 km², dont 2 865 km² de terre ferme. 

## Démographie
| 1790   | 1800   | 1810   | 1820   | 1830   | 1840   |
| ------ | ------ | ------ | ------ | ------ | ------ |
| 18 513 | 15 766 | 13 229 | 15 653 | 18 453 | 18 519 |

| 1850   | 1860   | 1870   | 1880   | 1890   | 1900   |
| ------ | ------ | ------ | ------ | ------ | ------ |
| 23 582 | 24 896 | 16 865 | 41 395 | 49 393 | 59 663 |

| 1910   | 1920   | 1930   | 1940   | 1950   | 1960   |
| ------ | ------ | ------ | ------ | ------ | ------ |
| 55 893 | 64 907 | 63 864 | 63 707 | 68 726 | 68 559 |

| 1970   | 1980   | 1990   | 2000   | 2010   | - |
| ------ | ------ | ------ | ------ | ------ | - |
| 69 789 | 82 276 | 84 803 | 91 582 | 92 501 | - |